# Vrede van Szatmár

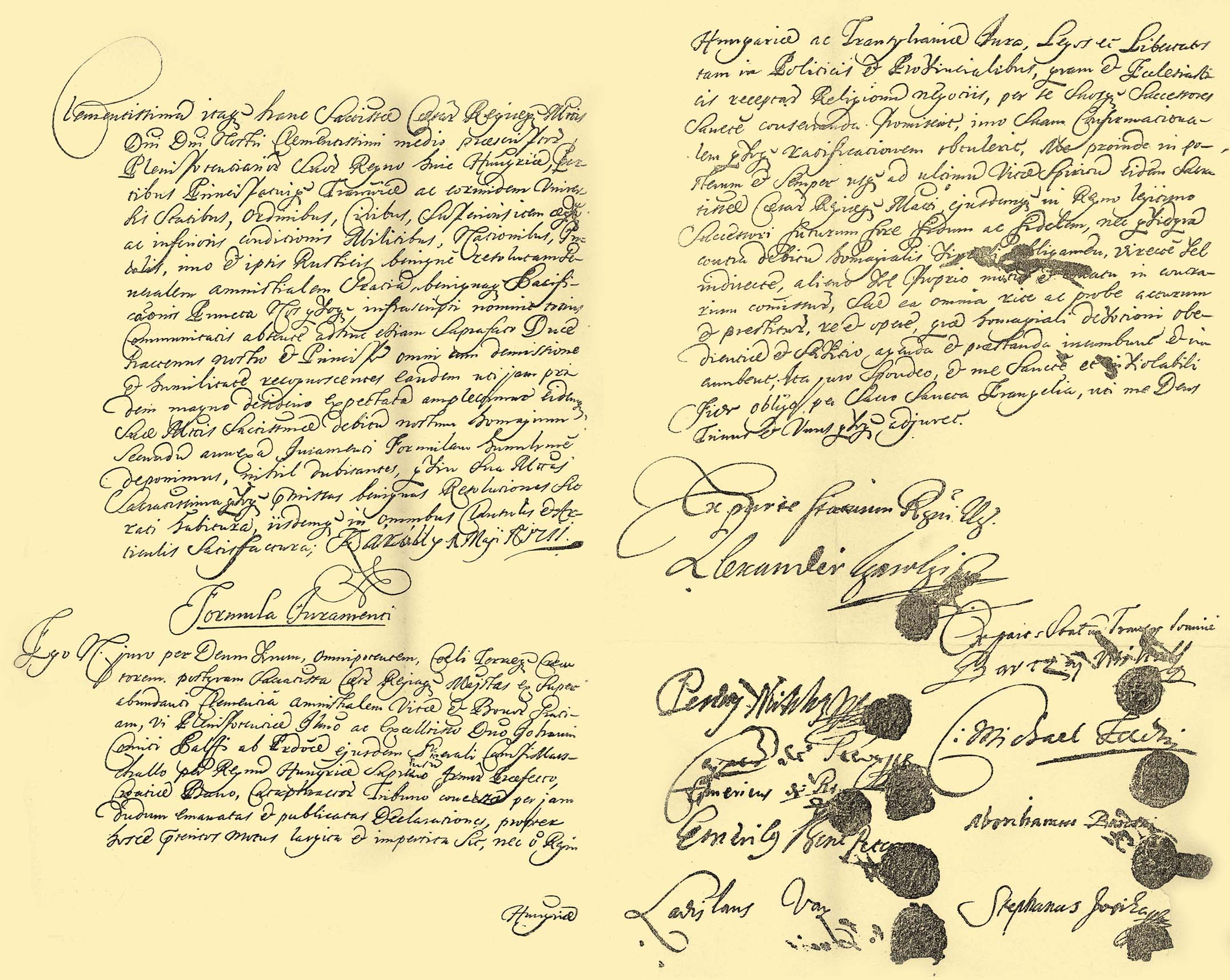
Oorkonde van de Vrede van Szatmár

De Vrede van Szatmár was een vredesverdrag dat op 29 april 1711 in Szatmár werd gesloten tussen de Habsburgse keizer Karel VI, de Hongaarse standen en de kuruc-rebellen. Het verdrag maakte een formeel einde aan Frans II Rákóczi's opstand tegen de Habsburgers die al sinds 1703 aan de gang was.

## Geschiedenis
Tijdens de Grote Turkse Oorlog hadden de troepen van de Habsburgse monarchie grote delen van Ottomaans Hongarije veroverd. De nieuwe machthebbers stuitten echter op een hevige weerstand van de Hongaarse magnaten, onder leiding van Frans II Rákóczi, vorst van Zevenburgen. Deze weerstand leidde in 1703 tot een opstand tegen het Habsburgse gezag en zorgde voor oproer in Opper-Hongarije, Zevenburgen en Karpato-Roethenië. De opstandelingen werden in 1708 verslagen door een Habsburgs leger in de Slag bij Trencsén. Toen het conflict alsnog verder aansleepte, stelde prins Eugenius van Savoye, de voorzitter van de Habsburgse Hofkrijgsraad, de loyale Hongaarse veldmaarschalk János Pálffy aan als hoofdonderhandelaar. Pálffy knoopte in november 1710 de gesprekken aan met de kuruc-leider Sándor Károlyi, met wie hij een wapenstilstand bereikte op 13 januari 1711.
Pálffy en Rákóczi ontmoetten elkaar in Vaja op 31 januari, maar Rákóczi verwierp de voorwaarden van het verdrag. Op 21 februari vertrok hij naar Polen om er steun te zoeken bij de gezanten van tsaar Peter de Grote, die zich echter in volle Grote Noordse Oorlog bevond. Rákóczi stelde Károlyi aan als opperbevelhebber van de resterende kuruc-vestingen en verbood alle verdere vredesonderhandelingen. Károlyi legde dit uitdrukkelijke verbod echter naast zich neer en riep een vergadering van de opstandelingen bijeen in Szatmár, waar op 4 april werd besloten om de vredesvoorwaarden voorlopig te aanvaarden en een wapenstilstand te bevelen.

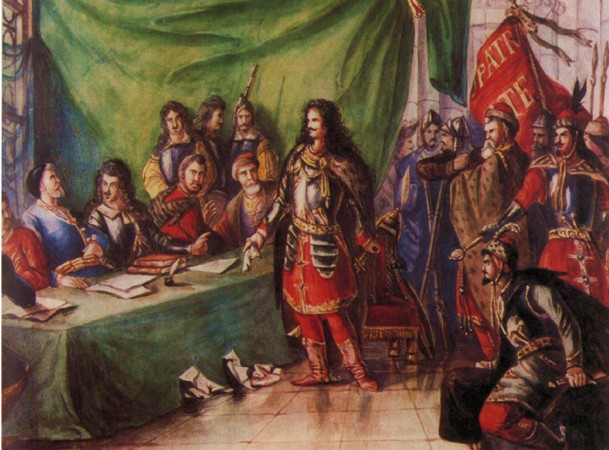
Rákóczi weigert de verdragsvoorwaarden in Szatmár

Op 17 april overleed de Habsburgse keizer Jozef I. Deze werd opgevolgd door zijn broer Karel VI, die alle belang had bij een stopzetting van de vijandigheden om zich de Hongaarse kroon te kunnen toe-eigenen. Karel VI stuurde gezanten naar Szatmár, waar veldmaarschalk Pálffy en Károlyi, de aanvoerder van de opstandelingen, al gauw tot een overeenkomst kwamen. Hierna daagde de woedende Rákóczi op, die alle toegevingen weigerde. Deze delfde echter het onderspit en keerde naar Polen terug.

## Het verdrag
De ondertekeningsceremonie werd gehouden op 1 mei 1711 door Pálffy, Károlyi en verschillende gezanten van de Habsburgers, het koninkrijk Hongarije, het vorstendom Zevenburgen en de kuruc-rebellen. Volgens de voorwaarden van de overeenkomst beloofde keizer Karel VI de integriteit van de Zevenburgse en Hongaarse standen te handhaven. Bovendien verleende het akkoord de kuruc-opstandelingen algemene amnestie. 12.000 voormalige aanhangers van Rákóczi zwoeren bovendien trouw aan het Huis Habsburg.
Het Zevenburgse grondgebied werd herleid tot te grenzen van vóór 1526, dus zonder het Partium.